# Бароцци, Франческо
Франческо Бароцци (лат. Franciscus Barocius; 9 августа 1537 — 23 ноября 1604) — итальянский математик, астроном и гуманист.
Родился на острове Крит в Кандии (ныне Ираклион), в то время владение Венецианской республики; был сыном венецианского дворянина Якопо Бароцци. Учился в Падуе: изучал философию и математику в Падуанском университете, где одним из его учителей был Marco Antonio de' Passeri. В 1559 году, на восьмом году обучения, он начал читать в университете лекции по математике (его вступительная речь была напечатана в следующем году). Шесть лекций этого года были посвящены комментариям Прокла к первой книге «Начала Евклида»; в 1560 году латинский перевод этих комментариев был им опубликован. В 1559 году он также читал в университете лекции о сфере Сакробоско, указав на 84 ошибки учёного. Им были сделаны также переводы многих работ других древних учёных, в числе которых математические работы Герона, Паппа Александрийского и Архимеда. 
Бароцци опубликовал также комментарий к «самому тёмному» отрывку в творчестве Платона, а именно о геометрической фигуре в восьмой книге «Государства» (1566); построение асимптоты с описанием циркуля для черчения конических сечений (1586). Эссе о средневековой игре с числами Rythmomachia, опубликованное им в Венеции в 1572 году на итальянском языке, было переведено на немецкий язык Августом II Брауншвейгским. 
Бароцци переписывался со многими математиками, в том числе с немецким иезуитом Христофором Клавием.
Большую часть своей жизни жил в Венеции. Поместье на Крите, унаследованное от отца, приносило ему значительный доход и он мог заниматься учёной деятельностью, не занимал никаких академических должностей.
Бароции принадлежит также авторство работ: Cosmographia in quatuor libros distributa summo ordine, miraque facilitate, ac brevitate ad magnam Ptolemaei mathematicam constructionem, ad universamque astrologiam institutens (1585) и Admirandum illud geometricum problema tredecim modis demonstratum quod docet duas lineas in eodem plano designare, quae nunquam invicem coincidant, etiam si in infinitum protrahantur: et quanto longius producuntur, tanto sibiinuicem propiores euadant (1586). 
Интерес Бароцци к пророчествам проявился в опубликовании им «Pronostico Universale di tutto il mondo» (Болонья, 1566), сборник пророчеств Нострадамуса на период 1565–1570 годов. Он также опубликовал в 1577 году сборник загадочных пророчеств «Oracula Leonis» («Оракулы Льва Мудрого»). В 1587 году он был обвинен в вероотступничестве, подозрении в ереси и в участии в оккультизме, — не только в своих собственных действиях, но и в подстрекательстве некоторых родственников к суевериям и колдовству. В частности, его обвиняли в поддержке учений Корнелиуса Агриппы и Пьетро д’Абано.Признанный виновным, он был вынужден пожертвовать серебряные кресты и получил лишь условный срок тюремного заключения. 
Им была собрана значительная коллекция рукописей древних, библейских и других текстов. Она была унаследована его племянником Якопо Бароцци (1562—1617), который увеличил её. В 1629 году коллекция была приобретена Оксфордским университетом и находится ныне в Бодлианской библиотеке.
Умер в Венеции 23 ноября 1604 года; во время посещения книжного магазина в приходе Сан-Моисе с ним случился приступ инсульта. Его именем был назван лунный кратер.